# Antonino Pisano
Antonino Pisano (Cagliari, 19 marzo 1907 – Cagliari, 6 agosto 1927) è stato un religioso italiano appartenente all'Ordine della Mercede e riconosciuto come servo di Dio dalla Chiesa cattolica.

## Biografia
Antonino Pisano nacque nel quartiere Marina di Cagliari da una famiglia umile e profondamente religiosa. Terzo di sette figli di Stefano, pescatore, e Raffaela Monni, fu fin da piccolo devoto alla Madonna di Bonaria e al Santissimo Sacramento.
Nel 1922, a soli 13 anni, entrò come aspirante nel convento dei Mercedari di Bonaria. A causa di gravi problemi alla vista fu costretto temporaneamente a lasciare il convento. Dopo un breve periodo presso i Cappuccini, venne riaccolto dai Mercedari, nei quali iniziò il noviziato il 5 marzo 1922 e professò i voti semplici l’8 dicembre 1923.
Durante la sua breve vita, Antonino si ispirò profondamente alla spiritualità di Santa Teresa di Gesù Bambino, offrendo la sua vita per la conversione dei peccatori e unendosi spiritualmente al carisma del riscatto dei prigionieri, proprio dell’Ordine Mercedario.
Nel maggio del 1926 fu colpito dalla tubercolosi, che affrontò con grande fede e spirito di offerta. Morì il 6 agosto 1927 nel convento di Nostra Signora di Bonaria, a soli 20 anni.

## Causa di beatificazione
La fama di santità di Fra Antonino Pisano si diffuse rapidamente. Molti fedeli iniziarono a chiedere grazie per sua intercessione. Il processo diocesano per la causa di beatificazione fu avviato nel 1945 e si concluse nel 1957. Attualmente, la causa è in corso presso la Congregazione delle Cause dei Santi. Le sue spoglie riposano all’interno del Santuario di Nostra Signora di Bonaria, ai piedi dell’altare maggiore, dove continuano ad essere oggetto di devozione popolare.